# Watermael-Boitsfort
Watermael-Boitsfort (fr.) ili Watermaal-Bosvoorde (niz.) je jedna od 19 dvojezičnih općina u Regiji glavnoga grada Bruxellesa u Belgiji.
Graniči s briselskim općinama Ixelles, Grad Bruxelles, Uccle i Auderghem, te s flandrijskim općinama Hoeilaart, Overijse i Sint-Genesius-Rode.

## Povijest
Tri šumska sela (Auderghem, Watermael i Boitsfort) postoje zajedno već stoljećima. Godine 1794., revolucionarni vojnici odlučuju odvojiti ova tri mjesta kako bi stvorili tri posebne općine. Godine 1811., Napoleon carskim proglasom spaja ova mjesta u jednu upravnu jedinicu. Ipak, Auderghem je kasnije povučen iz ove odluke, tako da su spojeni ostali Watermael-Boitsfort (Watermaal-Bosvoorde).

## Vanjske poveznice
- (fr.) (nizoz.) Službena stranica općine